# Malena Laszlo
Eva Malena Laszlo, född 10 september 1970 i Lund, är en svensk musikalartist, sångare och skådespelare.

## Biografi
Laszlo växte upp i Lund och gjorde som tonåring sin första medverkan i musikal i Malmö. Hon utbildade sig, efter studier vid Lunds universitet, vid Balettakademiens 3-åriga musikalutbildning i Stockholm 1992–1995. Därefter har hon medverkat i en rad stora musikaler som "Chava" i Spelman på taket på Skaraborgs länsteater (1995), "Gigi" i Miss Saigon på Göta Lejon (1998), "Maria Magdalena" i Jesus Christ Superstar på Filadelfiakyrkan, Stockholm (1999), "Lucy" i Jekyll & Hyde på Östgötateatern (1999), "Elisabeth" i Garbo The Musical på Oscarsteatern (2001), "Anita" i West Side Story på Chinateatern (2005), "Adelaide" i Guys and Dolls på Östgötateatern (2006) och  "Baronessan von Schröder" i Sound of Music på Göta Lejon (2007).
År 2000 tog hon steget till talteatern då hon medverkade i Ingmar Bergmans uppsättning av Friedrich von Schillers Maria Stuart på Dramaten, med gästspel i New York 2002. Hon fortsatte på Dramaten med huvudrollen som "Sally Bowles" i Richard Turpins uppsättning av musikalen Cabaret (delat med Malena Ernman) 2001. För rollen som "Betty Rizzo" i Grease på Göta Lejon (2004) tilldelades hon sedan Guldmasken 2005.
Därefter har hon fortsatt med en varierad repertoar som i Philip Zandéns produktion av Susanne Biers musikal Leva livet på Chinateatern (2011), i sverigepremiären av Elfriede Jelineks dramatiska sångspel Vinterresa på Helsingborgs stadsteater (2015) och urpremiären av Alexander Öbergs och Erik Norbergs musikal Pelle Erövraren – Den stora kampen efter Martin Andersen Nexøs romanverk, på Helsingborg Arena 2017.
På TV har Laszlo spelat i tv-serierna En fyra för tre (1996 TV4), som "Katarina Björn-Lion" i Andra Avenyn (2009–2010 SVT), samt roller i Susanna Edwards Bror & syster (2007), Livvakterna (2010) och Arne Dahl: Ont blod (2012). Hon har också medverkat i Mikis Mazarakis film Aphelium (2005).

### Sångare och Laszlo Royale
Efter att de flesta år sedan 2000 uppträtt på Nobelfestens dans i Gyllene salen som sångerska i storbandet Ambassadeur, startade hon tillsammans med arrangören Mats Engström 2018 den egna orkestern Laszlo Royale och  har med dem fortsatt linjen av rekordmånga spelningar på Nobelfesten med mera. År 2020 utgav Laszlo Royale skivan The Good Life. Egen show på Nalen i Stockholm, invigning av Stockholm Pride, Stockholm Water Prize och QX Gaygalan är några evenemang de uppträtt på. Som konsertsångerska har Laszlo bland annat sjungit Best of Broadway i Berwaldhallen och i Dalhalla tillsammans med Sveriges Radios symfoniorkester respektive Dalasinfoniettan under ledning av Anders Berglund. Hon har även varit solist med Blue House Jazzorchestra under ledning av Magnus Lindgren och Peter Asplund på Stockholms konserthus i konserten Time for Musicals och medverkade 2013–2014 i Jerry Williams Farewell Tour i Sverige och New York. Hon har medverkat i tv-program som Allsång på Skansen (1998), Så ska det låta (2003 och 2007) och Dobidoo (2007).
Laszlo har tillsammans med Magnus Skogsberg spelat i, producerat, regisserat och översatt föreställningen The American Songbook på Svenska sedan premiären på Victoriateatern i februari 2015.

### Diskografi
- 2008 – "Last Night of the World" (singel, med Niklas Andersson)
- 2011 – "Gold, Silver, Diamonds and Pearls" (singel)
- 2011 – "Tyst faller snön (En vintervisa)" (singel)
- 2012 – "Luck Be a Lady" [5]
- 2020 – "The Good Life" (LP med Laszlo Royale)

## Priser och utmärkelser
- 1996 – Sällskapet Stallbrödernas Sångstipendium[6]
- 2005 – Guldmasken 2005 för Grease
- Gösta Terserus skådespelarstipendium

## Teater

### Roller (ej komplett)
| År   | Roll                      | Produktion                                                          | Regi                   | Teater                                        |
| ---- | ------------------------- | ------------------------------------------------------------------- | ---------------------- | --------------------------------------------- |
| 1998 | Gigi                      | Miss Saigon Claude-Michel Schönberg och Alain Boublil               | Trond Lie              | Göta Lejon                                    |
| 2002 | Elisabeth                 | Garbo The Musical Michael Reed, Jim Steinman och Warner Brown       | Scott Faris            | Oscarsteatern                                 |
| 2004 | Rizzo                     | Grease Jim Jacobs och Warren Casey                                  | Bjarni Haukur Thorsson | Göta Lejon                                    |
| 2007 | Baronessan Elsa Schraeder | Sound of Music Richard Rodgers och Oscar Hammerstein II             | Staffan Götestam       | Göta Lejon                                    |
| 2011 | Sarah                     | Leva livet (Elsk mig i nat) Ida Maria Rydén och Ina Bruhn           | Philip Zandén          | Chinateatern                                  |
| 2017 |                           | Pelle Erövraren – Den stora kampen Erik Norberg och Alexander Öberg | Alexander Öberg        | Helsingborgs stadsteater på Helsingborg Arena |